# نیو لندن (حوزه سرشماری)، نیوهمپشایر
نیو لندن (به انگلیسی: New London) یک منطقهٔ مسکونی در ایالات متحده آمریکا است که در نیو لاندن، نیوهمپشایر واقع شده است. نیو لندن ۲٫۶۳ کیلومتر مربع مساحت و ۱٬۴۰۳ نفر جمعیت دارد و ۳۹۳٫۵ متر بالاتر از سطح دریا قرار دارد.